# Коссі
Коссі (фр. Kossi) — одна з 45 провінцій Буркіна-Фасо. Знаходиться в регіоні Букле-ду-Мухун, столиця провінції — Нуна. Площа Коссі — 7324 км².
Населення станом на 2006 рік — 272 233 осіб.

## Адміністративний поділ
Коссі підрозділяється на 10 департаментів.